# Hirayama (Mondkrater)
Hirayama ist ein Einschlagkrater auf der Mondrückseite.
Der Krater Hirayama liegt südlich des Äquators, südöstlich des Mare Smythii. Er liegt damit direkt hinter dem östlichen Rand des Mondes und ist nur bei günstiger Libration von der Erde aus sichtbar. In unmittelbarer Nähe befinden sich Purkyně im Norden, Ganskiy im Südosten und Brunner im Südwesten.
Der Krater ist stark erodiert und von vielen späteren Einschlägen überlagert. Dementsprechend ist er sehr alt, seine Entstehungszeit wird der pränektarischen Periode zugerechnet.
Hirayama hat elf Nebenkrater:
| Buchstabe | Position          | Durchmesser | Link |
| --------- | ----------------- | ----------- | ---- |
| C         | 4,18° S, 95,41° O | 23 km       |      |
| F         | 5,76° S, 97,12° O | 35 km       |      |
| G         | 6,44° S, 96,77° O | 18 km       |      |
| K         | 8,26° S, 94,88° O | 38 km       |      |
| L         | 9,37° S, 94,36° O | 23 km       |      |
| M         | 9,26° S, 93,54° O | 29 km       |      |
| N         | 7,15° S, 93,64° O | 16 km       |      |
| Q         | 7,95° S, 91,26° O | 41 km       |      |
| S         | 6,47° S, 92,34° O | 28 km       |      |
| T         | 6,42° S, 91,53° O | 17 km       |      |
| Y         | 4,54° S, 93,24° O | 49 km       |      |

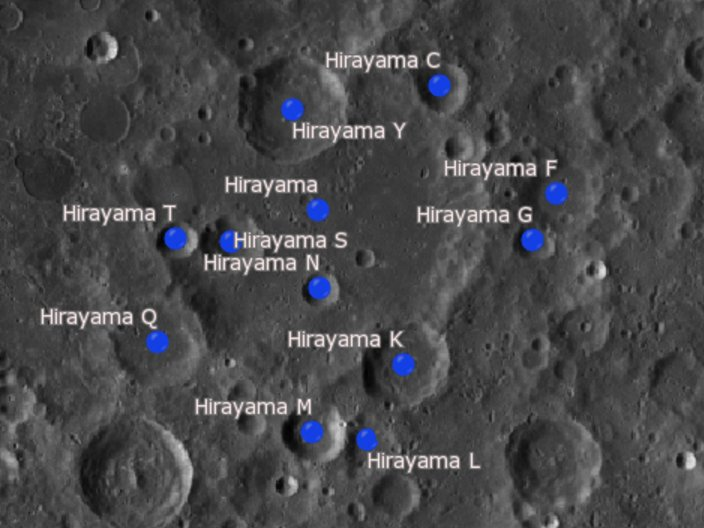
Hirayama mit seinen Nebenkratern

Der Krater wurde 1970 von der IAU offiziell nach den japanischen Astronomen Kiyotsugu Hirayama und Shin Hirayama benannt.